# Apophylia theresae
Apophylia theresae es un coleóptero de la familia Chrysomelidae.
Fue descrita científicamente por primera vez en 1944 por Pic.